# Робертс, Боб (футболист, 1859)
Ро́берт Джон Ро́бертс (англ. Robert John Roberts), более известный как Боб Робертс (англ. Bob Roberts; 9 апреля 1859 — 20 октября 1929) — английский футболист, вратарь. Выступал за футбольные клубы «Вест Бромвич Альбион», «Сандерленд Альбион» и «Астон Вилла», а также за национальную сборную Англии.

## Клубная карьера
Родился в апреле 1859 года в Уэст-Бромидже (Стаффордшир) в семье штукатура Джеймса Робертса. Окончил школу Крайст Черч, во время учёбы выступал за школьную футбольную команду. Затем работал штукатуром, как и его отец. Параллельно играл за футбольную команду компании George Salter’s Spring Works, а с 1878 года — за «Вест Бромвич Строллерз». 23 ноября 1878 года Робертс сыграл в первой в истории игре «Строллерс» против команды мыльного завода Hudson, который завершился вничью со счётом 0:0. В 1880 году «Вест Бромвич Строллерз» поменял название на «Вест Бромвич Альбион». Робертс выступал за команду на разных позициях, включая защитника, хавбека и нападающего. В феврале 1880 года он забил гол в матче против «Сметик Холи Тринити». Однако он не очень успешно выступал в качестве полевого игрока, один из обозревателей отметил: «Как нападающий он был бесполезен, а в роли хавбека и защитника он мог остановить соперника, но неизбежно не попадал по мячу». В сезоне 1880/81 начал выступать на позиции вратаря. В сезонах 1881/82 и 1882/83 помог команде дойти до полуфиналов Большого кубка Бирмингема. Также в сезоне 1882/83 помог команде выиграть Большой кубок Стаффордшира, обыграв в финале клуб «Сток» со счётом 3:2. Репортёр в газете The Athlete отметил хорошую игру Робертса в воротах. В 1885 году «Вест Бромвич Альбион» дошёл до четвертьфинала Кубка Англии, уступив в нём клубу «Блэкберн Роверс», будущему обладателю трофея. Однако Робертс не сыграл в матче против «Роверс» из-за приступа «ревматизма».
Летом 1885 года Робертс и его одноклубники по «Вест Бромвич Альбион» стали профессиональными футболистами (до этого они были любителями). В сезоне 1885/86 команда выиграла Большие кубка Бирмингема и Стаффордшира, а также дошла до финала Кубка Англии, где проиграла в переигровке клубу «Блэкберн Роверс». Это был первый из трёх финалов Кубка Англии подряд, в которые вышли «дрозды», и во всех трёх Робертс принял участие. В следующем сезоне его команда проиграла в финале Кубка Англии бирмингемскому клубу «Астон Вилла». По ходу турнира Робертс забил гол дальним ударом в игре против «Дерби Джанкшен»". В сезоне 1887/88 «дрозды», наконец, выиграли Кубок Англии, победив в финальной игре «Престон Норт Энд» со счётом 2:1. Репортёр газеты The Times назвал игру Робертса «самой примечательной», а в репортаже The Standard было отмечено, что он «блестяще» защищал ворота всю игру. Позднее в том же 1888 году Робертс сыграл в матче «чемпионата мира» (англ. Championship of the World), в котором встретились обладатели Кубка Англии и Кубка Шотландии. В нём английский клуб проиграл шотландскому «Рентону» со счётом 1:4 на стадионе «Хэмпден Парк» в Глазго.
8 сентября 1888 года Боб Робертс сыграл в первом матче «Вест Бромвич Альбион» в Футбольной лиге, сохранив свои ворота «сухими» в матче против «Стока». Робертс стал одним из двух игроков «Вест Бромвич Альбион» (вторым стал Эзра Хортон), сыгравших в первой игре клуба в Кубке Англии и в первой игре клуба в Футбольной лиге. В сезоне 1888/89 Робертс провёл все 22 матча команды в лиге, в четырёх из них сохранив свои ворота «сухими», а также все 4 матча команды в Кубке Англии. В октябре 1889 года Футбольная ассоциация Англии дисквалифицировала Боба Робертса на четыре матча за участие в несанкционированной игре в Уолсолле. Всего Робертс провёл за «Альбион» 84 матча в Футбольной лиге и Кубке Англии, а с учётом товарищеских матчей и региональных кубков сыграл за команду около 400 матчей.
В мае 1890 года Робертс перешёл в клуб «Сандерленд Альбион», выступавший в Футбольном альянсе. Там ему предложили платить 50 шиллингов за игру, что «Вест Бромвич Альбион» не мог себе позволить. Он помог команде занять второе место в Футбольном альянсе сезона 1890/91, проведя за команду все 22 матча в турнире.
В мае 1891 года вернулся в «Вест Бромвич Альбион». К тому времени его жена была серьёзно больна, и в октябре 1891 года она умерла. Из-за личного горя потерял форму, сыграв в сезоне 1891/92 только 9 матчей в лиге, уступив место в воротах Джо Ридеру и полностью пропустив выступления команды в Кубке Англии, в котором «дрозды» одержали победу.
В 1892 году Робертс перешёл в бирмингемский клуб «Астон Вилла». Директор «Виллы» Уильям Макгрегор назвал Боба Робертса «несомненно лучшим вратарём своего времени». Он провёл за бирмингемскую команду только 4 матча, и в июне 1893 года объявил о завершении футбольной карьеры.
После этого он переехал на северо-восток Англии, где и провёл остаток жизни, работая штукатуром. Умер в Ньюкасл-апон-Тайне в октябре 1929 года.

## Карьера в сборной
19 марта 1887 года Робертс дебютировал за сборную Англии в матче Домашнего чемпионата против сборной Шотландии на стадионе «Лемингтон Роуд» в Блэкберне, который завершился поражением англичан со счётом 2:3. Он стал первым игроком «Вест Бромвич Альбион», сыгравшим за сборную Англии. Робертс так гордился тем, что дебютировал за национальную сборную, что носил памятную кепку со своей дебютной игры за сборную Англии во всех остальных матчах, в которых он играл, в том числе в клубных.
7 апреля 1888 года провёл свой второй матч за сборную Англии: это была игра Домашнего чемпионата против сборной Ирландии на стадионе «Баллинафей Парк» в Белфасте, в котором англичане разгромили соперника со счётом 5:1.
15 марта 1890 года Робертс провёл свою третью и последнюю игру за национальную сборную: это был матч Домашнего чемпионата против Ирландии, в котором англичане разгромили соперника со счётом 9:1.
Помимо сборной Англии Робертс также сыграл в ряде «представительских» матчей. Так, 21 апреля 1891 года он сыграл за сборную Футбольного альянса в матче против сборной Футбольной лиги. Также он сыграл за сборную футбольной ассоциации Бирмингема в матче против футбольной ассоциации Шеффилда, в матче «игроков против джентльменов» на «Кеннингтон Овал», в матче за сборную Стаффордшира против Ланкашира. Когда он сыграл за сборную Бирмингема в матче против Глазго «дюжины, возможно, даже сотни» болельщиков «Вест Бромвич Альбион» не пошли на матч своей команды против «Уолсолла», лишь бы увидеть вживую выступление Робертса, бывшего их кумиром.

## Достижения
«Вест Бромвич Альбион»
- Обладатель Кубка Англии: 1887/88
- Финалист Кубка Англии: 1885/86, 1886/87

Сборная Англии
- Победитель Домашнего чемпионата Великобритании: 1888

## Статистика выступлений
| Клуб                 | Сезон   | Лига | Лига | Кубок | Кубок | Итого | Итого |
| Клуб                 | Сезон   | Игры | Голы | Игры  | Голы  | Игры  | Голы  |
| -------------------- | ------- | ---- | ---- | ----- | ----- | ----- | ----- |
| Вест Бромвич Альбион | 1883/84 | 0    | 0    | 1     | 0     | 1     | 0     |
| Вест Бромвич Альбион | 1884/85 | 0    | 0    | 5     | 0     | 5     | 0     |
| Вест Бромвич Альбион | 1885/86 | 0    | 0    | 8     | 0     | 8     | 0     |
| Вест Бромвич Альбион | 1886/87 | 0    | 0    | 8     | 1     | 8     | 1     |
| Вест Бромвич Альбион | 1887/88 | 0    | 0    | 7     | 0     | 7     | 0     |
| Вест Бромвич Альбион | 1888/89 | 22   | 0    | 4     | 0     | 26    | 0     |
| Вест Бромвич Альбион | 1889/90 | 18   | 0    | 2     | 0     | 20    | 0     |
| Вест Бромвич Альбион | Итого   | 40   | 0    | 35    | 1     | 75    | 1     |
| Сандерленд Альбион   | 1890/91 | 22   | 0    | ?     | ?     | ?     | ?     |
| Сандерленд Альбион   | Итого   | 22   | 0    | ?     | ?     | 22+   | 0+    |
| Вест Бромвич Альбион | 1891/92 | 9    | 0    | 0     | 0     | 9     | 0     |
| Вест Бромвич Альбион | Итого   | 9    | 0    | 0     | 0     | 9     | 0     |
| Астон Вилла          | 1892/93 | 4    | 0    | 0     | 0     | 4     | 0     |
| Астон Вилла          | Итого   | 4    | 0    | 0     | 0     | 4     | 0     |
| Итого                | Итого   | 75   | 0    | 35+   | 0+    | 110+  | 1+    |